# Gelbe Turbane
Der Aufstand der Gelben Turbane (chinesisch 黃巾之亂 / 黄巾之乱, Pinyin Huáng Jīn zhī Luàn) war ein religiös-sozialer Bauernaufstand der daoistischen Taiping-Bewegung (太平道,  Tàipíng dào) in der Spätzeit der Han-Dynastie am Ende des 2. Jahrhunderts. Ihre Anhänger waren an ihren gelben Kopftüchern (daher Turbane) erkennbar.
Die Ursache des Aufstands war die Agrarkrise jener Zeit. Viele entwurzelte Bauern und ehemalige militärische Siedler waren auf Landsuche, vermehrten die Arbeitskräfte im Süden und wurden von den reichen Großgrundbesitzern abhängig, die riesige Vermögen anhäuften und eigene Milizen aufstellten. Heimatlose Bauern bildeten umherirrende Banden (ca. 170). Die Situation verschärfte sich durch kleinere Überschwemmungen am Unterlauf des Gelben Flusses.
Die übermäßige Macht der Großgrundbesitzer existierte schon zu Beginn der späten Han-Dynastie (vgl. Wang Mang) und verschärfte sich im 2. Jahrhundert. Die Minister und Eunuchen jener Zeit hinterließen riesige Vermögen und kämpften bei Hofe um Einfluss auf die schwache Regierung. Das Beamtentum wurde als „demoralisiert und ausgehöhlt“ betrachtet, was die Sekten begünstigte. 
Der Aufstand wurde von Zhang Jiao und seinen zwei Brüdern Zhang Bao und Zhang Liang in Shandong organisiert. Zhang Jiao war der erste Patriarch einer daoistischen Sekte des „Großen Friedens“ (Taiping Dao), welche die Gleichheit aller und die Gemeinsamkeit aller Güter propagierte. Der Gott dieser Sekte war Huanglao, eine Mischung aus dem Herren der gelben Erde (Huangdi) und Laozi. Kennzeichnend waren auch mehrere Tage dauernde Feste und Zeremonien, mit Sünden-Bekennung, gemeinsamer Trance, Magie und Zauberei und manchmal sexuellen Riten.
Diese daoistische Sekte verfügte über eine ganze Hierarchie von Anführern, die gleichzeitig militärische, administrative und religiöse Funktionen hatten, und das seit 175 in acht Provinzen. Diese Leute waren auch verheiratet und hatten soziale Verpflichtungen. 

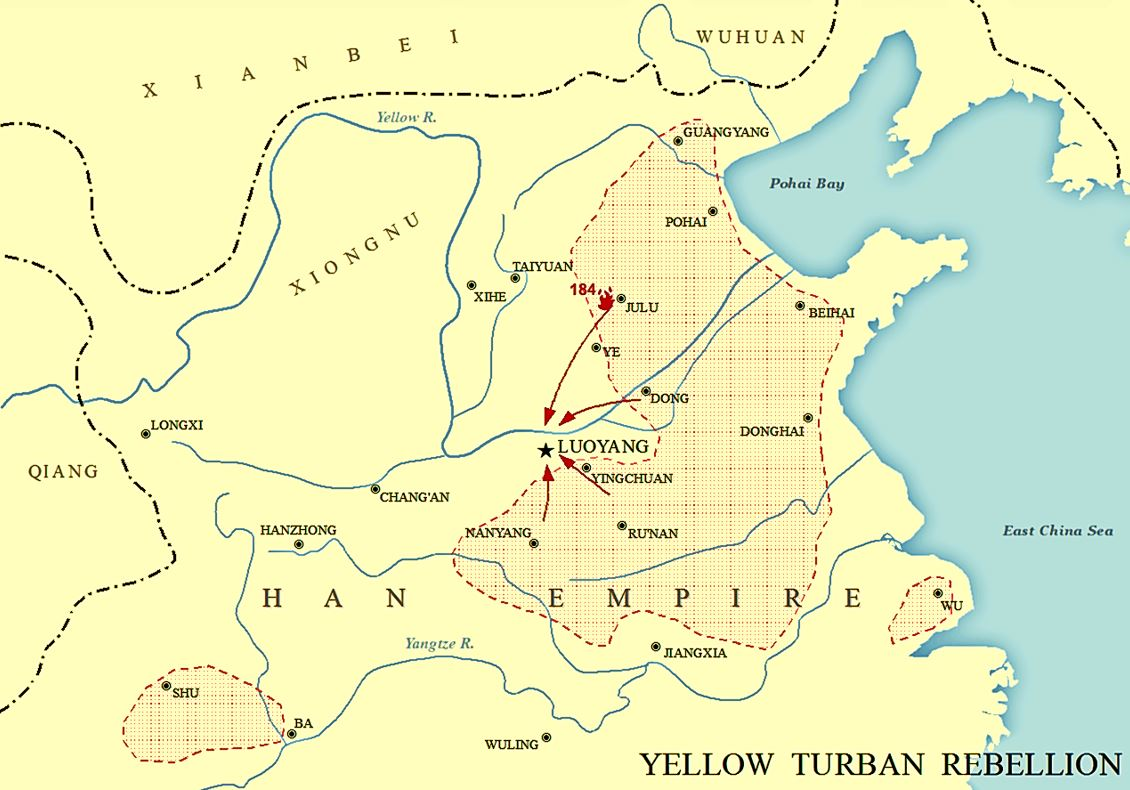
Aufstand der Gelben Turbane in der Östlichen Han-Dynastie (184 n. Chr.)

Die Zhang-Brüder nannten sich „Generale Herren des Himmels, der Erde und der Menschen“. Ihr Aufstand brach zum zweiten Mond des Jahres 184 in Shandong und Henan aus. Die Truppen der Gelben Turbane zählten bereits zu Beginn des Aufstandes 360.000 Mann. Der Halbbruder der Kaiserin, He Jin erhielt das Oberkommando und siegte im Februar 185 gegen die Rebellion, aber nach zwei Monaten brach der Aufstand erneut aus. Die Zhang-Brüder wurden schon zu Beginn des Aufstandes getötet. 
185 erfasste die Bewegung das Gebiet des Taihangshan (ein Gebirge in Hebei), und dehnte sich 186 nach Shaanxi, Hebei und Liaoning aus, 188 auch nach Shanxi. 188 gab es einen zweiten Aufstand in Sichuan. Dessen Führer bekannte sich zu den Gelben Turbanen, stellte aber keine Zusammenarbeit her und nannte sich selbst Himmelssohn. Durch den Aufstand der Gelben Turbane kamen die Generäle an die höchste Macht, die mit der Unterdrückung dieses Aufstandes betraut waren. 
Dezember 188/Anfang 189 bedrohten die Aufständischen die Hauptstadt Luoyang, woraufhin die kaiserlichen Garden nach Westen und Süden ins Feld geschickt wurden. Die Südarmee erzielte einen Erfolg, trotzdem wurde ihr Befehlshaber eingesperrt. 
Als Kaiser Ling kurz danach starb (189), kam es zum Streit um die Thronfolge, der zwischen He Jin und den Eunuchen – den bisherigen Machthabern im Staat – ausgetragen wurde. Die Eunuchen ermordeten He Jin und versuchten danach dessen Unterbefehlshaber Yuan Shao abzusetzen. Der handelte prompt, setzte den Kaiserpalast in Brand und richtete ein Massaker unter den Eunuchen an. 
Den Erfolg trug jedoch ein anderer davon: Dong Zhuo, ein Kriegsherr, bemächtigte sich der minderjährigen Prinzen und besetzte mit dieser Legitimation und wenigen Truppen die Hauptstadt Luoyang, die furchtbar ausgeplündert wurde. 192 wurde er wegen seiner Grausamkeit ermordet, Cao Caos Aufstieg begann. So gesehen leitete der Aufstand den Sturz der Han-Dynastie ein. 
192 siegte Cao Cao über angeblich 300.000 Mann der Gelben Turbane und gliederte sie großteils in seine eigene Armee ein. Aber auch danach gab es noch Aktivitäten der Gelben Turbane, die den einen oder anderen Kriegsherren unterstützten und schließlich ca. 207 verschwanden. Selbst der jugendliche Kaiser Xiandi war zwischen 192 und 196 wiederholt in ihrer Hand und obwohl sie nichts von den Han hielten, wagten sie es nicht, den machtlosen Kaiser umzubringen.